# Zespół szczeliny oczodołowej górnej

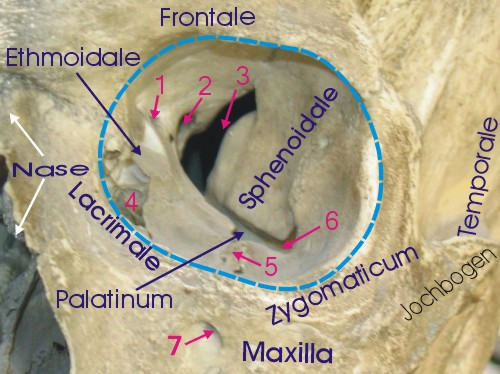
Anatomia lewego oczodołu. Numerem 3 oznaczono szczelinę oczodołową górną

Zespół szczeliny oczodołowej górnej (zespół Rochona-Duvigneauda, ang. superior orbital fissure syndrome, Rochon-Duvigneaud's syndrome) – zespół objawów związany z urazem oczodołu, w którym szczelina złamania przechodzi przez szczelinę oczodołową górną. Ponadto zespół szczeliny oczodołowej górnej może towarzyszyć ropnemu zapaleniu zatoki klinowej. 

## Objawy
Charakterystyczne objawy związane są z uszkodzeniem struktur anatomicznych przechodzących przez tę szczelinę to:
- opadnięcie powieki górnej
- oftalmoplegia – związana z uszkodzeniem nerwów gałkoruchowych (n. III, n. IV, n. VI). Gałka oczna ustawiona jest w pozycji odśrodkowej
- diplopia
- wytrzeszcz – spowodowany zastojem żylnym w oczodole związanym z uszkodzeniem żyły ocznej górnej
- zaburzenia lub zniesienie czucia w zakresie unerwienia nerwu ocznego:
  - okolica skóry czoła
  - powieki górnej
  - rogówki
- rozszerzenie źrenicy.

Czasami szczelina złamania biegnąca przez oczodół może obejmować kanał nerwu wzrokowego, co dodatkowo może powodować ślepotę.